# Ernst Lautz

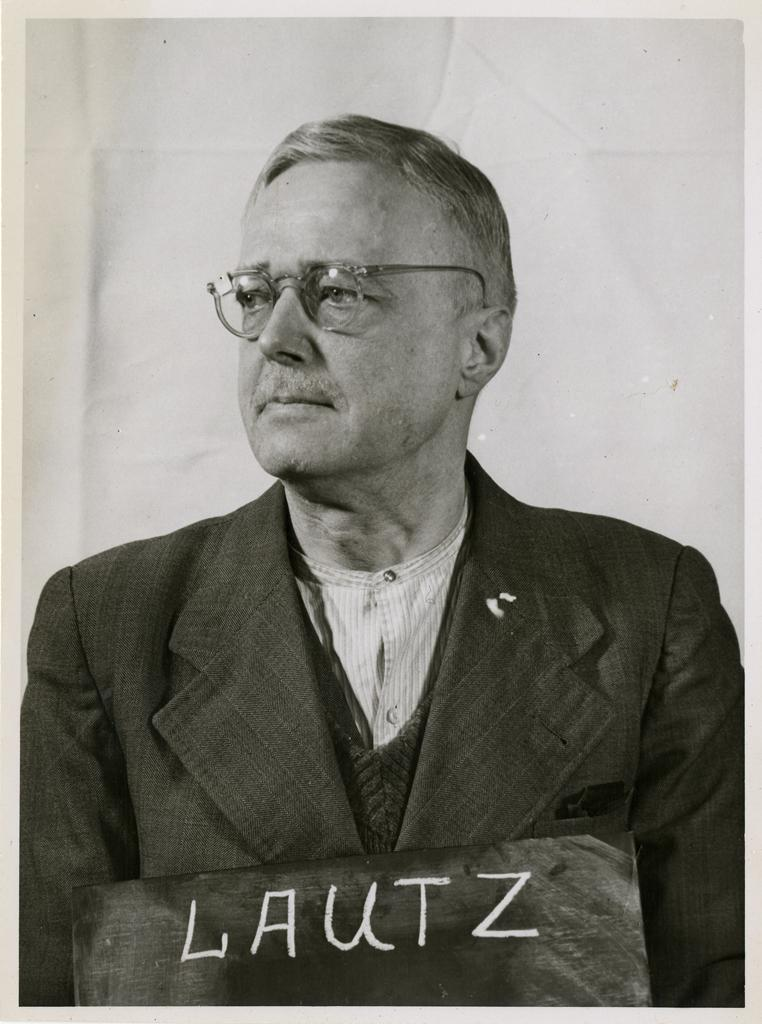
Ernst Lautz während der Nürnberger Prozesse

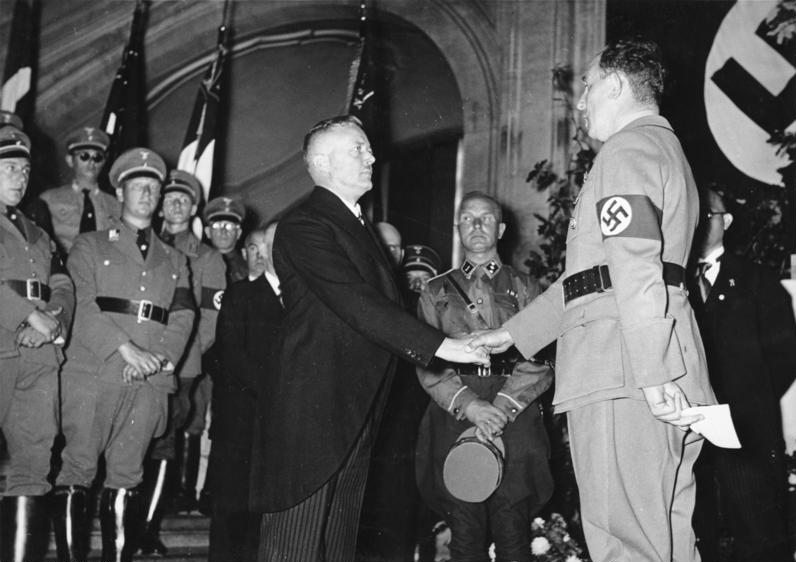
Roland Freisler (rechts) ernennt Lautz zum Generalstaatsanwalt beim Landgericht Berlin am 31. August 1936

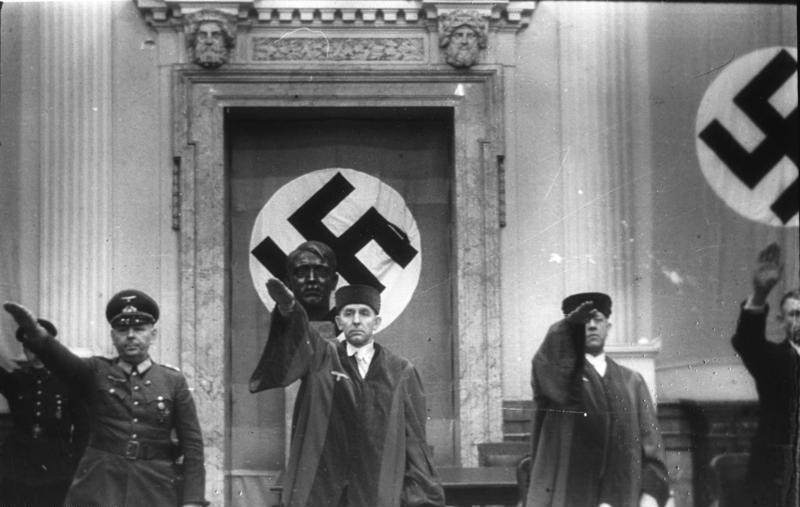
Roland Freisler (Mitte) zwischen den Beisitzern Hermann Reinecke (links) und Ernst Lautz (rechts) während des Prozesses gegen Mitglieder des Kreisauer Kreises und dessen Umfeld nach dem Hitler-Attentat vom 20. Juli 1944

Ernst Lautz (* 13. November 1887 in Wiesbaden; † 21. Januar 1979 in Lübeck) war ein nationalsozialistischer deutscher Jurist. Er war Oberreichsanwalt beim Volksgerichtshof und wurde 1947 im Juristenprozess zu zehn Jahren Haft verurteilt.

## Leben
Lautz wurde nach seinem juristischen Examen zunächst Soldat im Ersten Weltkrieg und war ab 1920 Staatsanwalt in Neuwied. 1930 wechselte er als Oberstaatsanwalt nach Berlin an das Landgericht und Kammergericht. Er war Mitglied der Deutschen Volkspartei. 1936 wurde er Generalstaatsanwalt in Berlin und wechselte 1937 nach Karlsruhe. Lautz, der zum 1. Mai 1933 der NSDAP beigetreten war (Mitgliedsnummer 3.076.484), wurde ab dem 1. Juli 1939 als Oberreichsanwalt beim Volksgerichtshof als Ankläger tätig. Er nahm an der Tagung der höchsten Juristen des Reiches am 23. und 24. April 1941 in Berlin teil, bei der Viktor Brack und Werner Heyde über die „Vernichtung lebensunwerten Lebens“ in den Gaskammern der Aktion T4 informierten. Im Prozess gegen den Pianisten Karlrobert Kreiten wegen vermeintlicher Feindbegünstigung und Wehrkraftzersetzung, der am 3. September 1943 mit einem Todesurteil und der Hinrichtung des Angeklagten vier Tage später endete, verfasste er die Anklageschrift. Auch in Verfahren gegen Beteiligte des Attentats vom 20. Juli 1944 fungierte er als Vertreter der Anklage. Zusammen mit Roland Freisler wandte er sich am 30. Januar 1945 mit einem Appell an die deutsche Justiz, um die Ergebenheit zum „Führer“ zu bekräftigen.

## Verurteilung als Kriegsverbrecher
Lautz wurde am 14. Dezember 1947 im Nürnberger Juristenprozess wegen Kriegsverbrechen und Verbrechen gegen die Menschlichkeit zu zehn Jahren Haft verurteilt. Sein Verteidiger war Heinrich Grube. Am 31. Januar 1951 entschied der amerikanische Hohe Kommissar John Jay McCloy, nach Empfehlung eines beratenden Ausschusses, unter anderem dem Gnadengesuch von Lautz stattzugeben und setzte seine Strafe auf den verbüßten Teil herab. Trotz zahlreicher Ermittlungsverfahren kam es nicht zu einem weiteren Verfahren vor einem deutschen Strafgericht, weil der Vertrag zur Regelung aus Krieg und Besatzung entstandener Fragen vom 26. Mai 1952 eine nochmalige Verurteilung durch deutsche Gerichte verbot.

## Skandal um die Pension
Lautz lebte nach der Haftentlassung bis zu seinem Tode in Lübeck. Das Pensionsamt in Kiel hatte seine Pensionsansprüche seit dem 1. Dezember 1952 (1951 und 1952 bestand Anspruch auf seine Stellung und Gehalt als Oberreichsanwalt) eines Oberreichsanwalts auf die 1936 unter den Nationalsozialisten erfolgte Beförderung zum Generalstaatsanwalt beim Kammergericht in Berlin „gekürzt“. Der von den Stuttgarter Nachrichten im Dezember 1956 (nach fünf Jahren) aufgedeckte politische Skandal in der Bundesrepublik führte nach weiteren fünf Jahren disziplinarrechtlicher juristischer Gefechte (es ging auch darum, mit welchem Titel man ihn ansprechen durfte: „Oberreichsanwalt a.D.“) schließlich zu einer „Gnadenpension“ von 600 DM.